# Lilium albanicum
Lilium albanicum ist eine Pflanzenart aus der Gattung der Lilien (Lilium) in der Sektion Liriotypus innerhalb der Familie der Liliengewächse (Liliaceae).

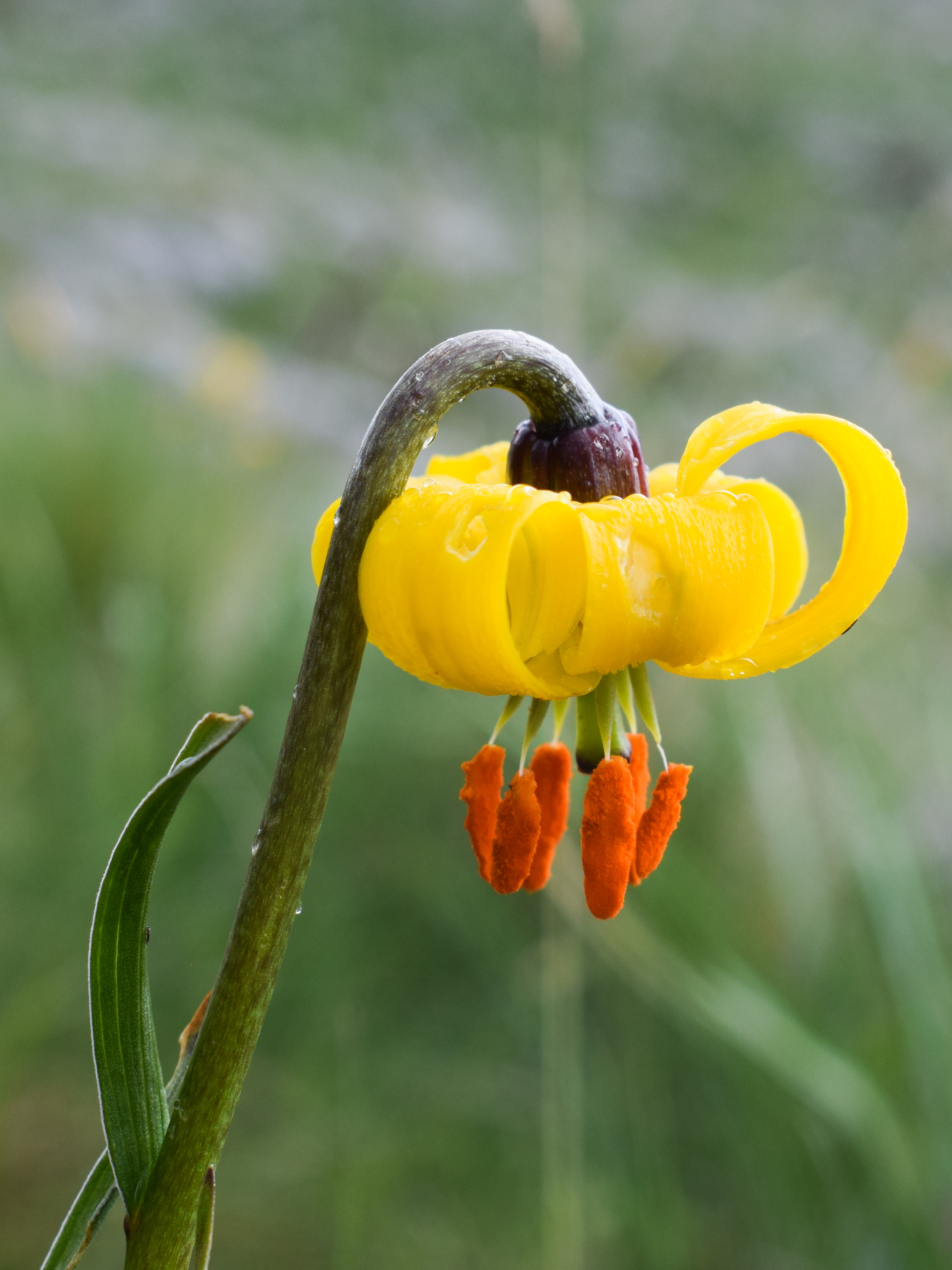
Blüte

## Beschreibung
Lilium albanicum ist eine mehrjährige krautige Pflanze.
Die zahlreichen, zerstreut um den Stängel stehenden länglich-lanzettlichen Laubblätter sind unbehaart und ganzrandig.
Die Pflanze blüht mit ein bis vier türkenbundförmigen Blüten. Die sechs gleichgestalteten Blütenhüllblätter (Tepalen) sind bernsteingelb. Der Pollen ist zinnoberrot.
Die Chromosomenzahl beträgt 2n = 24.

## Verbreitung
Lilium albanicum ist heimisch in Albanien, Nordmazedonien, Montenegro, im Norden Griechenlands, in Bulgarien und Serbien.

## Taxonomie und Systematik
Als Teil der systematisch schwer auflösbaren Carniolicum-Gruppe war ihre systematische Position lange unklar, so wurde sie meist als Varietät der Krainer Lilie (Lilium carniolicum) beziehungsweise mit dieser im Rang einer Unterart als Varietät der Pyrenäen-Lilie (Lilium pyrenaicum) geführt. Eine molekulargenetische Untersuchung der Gruppe untermauerte jedoch ihren Rang als eigenständige Art.
Lilium albanicum wurde 1846 von August Heinrich Rudolf Grisebach in Spicilegium Florae Rumelicae et Bithynicae ... Band 2, Teil 5/6 Seite 385 erstbeschrieben. Ein Synonym ist Lilium carniolicum subsp. albanicum (Griseb.) Hayek.